# قصبة شراردة
قصبة شراردة هو حصن دفاعي قديم عن مدينة فاس، المغرب. شَيّدَ هذا الحصن السلطان العلوي مولاي الرشيد عام 1670.

## هوامش
1. ↑  وصلة مرجع: http://idpc.ma/. مسار الأرشيف: https://web.archive.org/web/20190212015902/http://www.idpc.ma/. تاريخ الأرشيف: 12 فبراير 2019.
2. ↑  نظرة تاريخية حول اهتمام سلاطين الدولة العلوية بمسألة التحصينات[وصلة مكسورة]